# AF Близнецов
AF Близнецов (лат. AF Geminorum), HD 264750 — тройная звезда в созвездии Близнецов на расстоянии приблизительно 3360 световых лет (около 1031 парсек) от Солнца. Видимая звёздная величина звезды — от +11,83m до +10,54m. Возраст звезды определён как около 350 млн лет.
Открыта немецкими астрономами Паулем Гутником и Рихардом Прагером в 1928 году*.
Пара первого и второго компонентов — двойная затменная переменная звезда типа Алголя (EA)*. Орбитальный период — около 1,2435 суток.

## Характеристики
Первый компонент — бело-голубая звезда спектрального класса A0, или B9, или B9V, или B9,5V. Масса — около 3,37 солнечных, радиус — около 2,61 солнечных, светимость — около 69,183 солнечных. Эффективная температура — около 10340 К.
Второй компонент — жёлтый субгигант спектрального класса GIV, или G0, или G0IV*, или G0III-IV, или G1. Масса — около 1,155 солнечной, радиус — около 2,32 солнечных, светимость — около 5,495 солнечных. Эффективная температура — около 5800 К.
Третий компонент — красный карлик спектрального класса M. Масса — около 0,31 солнечных*. Удалён в среднем на 36,7 а.е.*.

## Описание
Наблюдения на малых телескопах станции Синлун показали, что орбитальный период двойной звезды либо медленно уменьшается, либо, что более вероятно, испытывает изменения с периодом 120 лет. Во втором случае одним из объяснений процесса может служить циклическая магнитная активность второго компонента звезды. Другое объяснение — наличие в системе третьего компонента. Этот вариант более вероятен, так как в 2013 году при фотометрии был обнаружено существование третьего источника света. Согласно этому варианту, третий компонент — звезда с массой около 0,31 солнечных, удалённая от пары в среднем на 36,7 а.е. Наличие третьего компонента со временем уменьшает угловой момент звёздной пары, что, в свою очередь, сокращает расстояние между компонентами, что может играть ключевую роль в эволюции этой двойной системы.